# Massalata
Massalata (em árabe: مسلاتة; romaniz.: M[a]sallata[h]) é uma localidade da Líbia, situada no distrito de Trípoli. Entre 1983 e 1987, foi capital do distrito de Massalata e entre 1998 e 2001, fez parte do distrito de Taruna e Massalata.